# 吉本潮
吉本 潮（よしもと うしお、1974年12月23日 - ）は、日本のギタリスト、作曲家。東京都出身。

## 来歴
1999年、ソイツァーミュージック・earth riseレーベルよりバンド「Alchemy」でCDリリース。近年は菅野祐悟のコンサートに参加。劇伴BGMやJ-POPのギタリスト、作・編曲家として活動中。

## 演奏参加作品

### ドラマサウンドトラック
- 「サムライ・ハイスクール」（2009）
- 「働くゴン!」（2009）
- 「MR.BRAIN」（2009）
- 「不毛地帯」（2009-2010）
- 「黄金の豚-会計検査庁 特別調査課-」（2010）
- 「ホタルノヒカリ2」（2010）
- 「美丘」（2010）
- 「泣かないと決めた日」（2010）
- 「外交官 黒田康作」（2011）
- 「生まれる。」（2011）
- 「謎解きはディナーのあとで」（2011）
- 「ゴーストママ捜査線〜僕とママの不思議な100日〜」（2012）
- 「ダーティ・ママ!」（2012）
- 「安堂ロイド〜A.I. knows LOVE?〜」（2013）
- 「TAKE FIVE〜俺たちは愛を盗めるか〜 」（2013）
- 「シェアハウスの恋人」（2013）
- 「Dr.DMAT」（2014）
- 「軍師官兵衛」（2014）
- 「掟上今日子の備忘録」（2015）
- 「アイムホーム」（2015）
- 「銭の戦争」（2015）
- 「私 結婚できないんじゃなくて、しないんです」（2016）
- 「ヒガンバナ〜警視庁捜査七課〜」（2016）
- 「カインとアベル」（2016）
- 「ON 異常犯罪捜査官・藤堂比奈子」（2016）
- 「ラヴソング」（2016）
- 「マチ工場のオンナ」（2017）
- 「ブランケット・キャッツ」（2017）
- 「刑事ゆがみ」（2017）
- 「櫻子さんの足下には死体が埋まっている」（2017）
- 「ウチの夫は仕事ができない」（2017）
- 「東京タラレバ娘」（2017）
- 「吹く風は秋」（2017）
- 「母になる」（2018）
- 「海月姫」（2018）
- 「FINAL CUT」（2018）
- 「アンナチュラル」（2018）
- 「半分、青い。」（2018）
- 「グッド・ドクター」（2018）
- 「チア☆ダン〜女子高生がチアダンスで全米制覇しちゃったホントの話〜」（2018）
- 「リーガルV〜元弁護士・小鳥遊翔子〜」（2018）
- 「結婚相手は抽選で」（2018）
- 「スキャンダル専門弁護士 QUEEN」（2019）
- 「メゾン・ド・ポリス」（2019）
- 「向かいのバズる家族」（2019）
- 「白衣の戦士!」（2019）
- 「東京二十三区女」（2019）
- 「パーフェクトワールド」（2019）
- 「頭に来てもアホとは戦うな!」（2019）
- 「偽装不倫」（2019）
- 「シャーロック」（2019）
- 「G線上のあなたと私」（2019）
- 「ブラを捨て旅に出よう～水原希子の世界一周ひとり旅～」[1][2]（2020）
- 「テセウスの船」（2020）
- 「ハケンの品格」（2020）
- 「私の家政夫ナギサさん」（2020）
- 「危険なビーナス」（2020）
- 「姉ちゃんの恋人」（2020）
- 「青のSP―学校内警察・嶋田隆平―」（2021）
- 「警視庁・捜査一課長Season5」（2021）
- 「ブラックシンデレラ」（2021）
- 「恋はDeepに」（2021）
- 「レンアイ漫画家」（2021）
- 「漂着者」（2021）
- 「婚姻届に判を捺しただけですが」（2021）
- 「アンラッキーガール!」（2021）
- 「日本沈没–希望の人–」（2021）
- 「ドクターホワイト」（2022）
- 「おいハンサム!!」（2022）
- 「パンドラの果実 〜科学犯罪捜査ファイル〜」（2022）
- 「警視庁・捜査一課長 season6」（2022）
- 「よだれもん家族」（2022）
- 「受付のジョー」（2022）
- 「カナカナ」（2022）
- 「ばかやろうのキス」（2022）
- 「テッパチ!」（2022）
- 「ファーストペンギン!」（2022）
- 「ボーイフレンド降臨!」（2022）
- 「最初はパー」（2022）
- 「忍者に結婚は難しい」（2023）
- 「罠の戦争」（2023）
- 「あなたがしてくれなくても」（2023）
- 「さらば銃よ」[3]（2023）
- 「真夏のシンデレラ」（2023）
- 「ばらかもん」（2023）
- 「CODE-願いの代償-」（2023）
- 「ケンシロウによろしく」（2023）
- 「ゆりあ先生の赤い糸」（2023）
- 「さよならマエストロ　〜父と私のアパッシオナート〜」(2023)
- 「GTOリバイバル」(2024)
- 「くるり〜誰が私と恋をした？〜」(2024)
- 「ACMA:GAME アクマゲーム」(2024)
- 「御社の乱れ正します！」(2024)
- 「わたしの宝物」(2024)
- 「モンスター」(2024)
- 「嘘解きレトリック」(2024)
- 「愛の、がっこう。」(2025)

### TVアニメサウンドトラック
- 「PSYCHO-PASS サイコパス 2」（2014）
- 「ジョジョの奇妙な冒険 スターダストクルセイダース」（2014-2015）
- 「亜人」（2016）
- 「ジョジョの奇妙な冒険 ダイヤモンドは砕けない」（2016）
- 「岸辺露伴は動かない」（2016）
- 「グランクレスト戦記」（2018）
- 「デビルズライン」（2018）[3]
- 「LOST SONG」（2018）
- 「こみっくがーるず」（2018）
- 「深夜!天才バカボン」（2018）
- 「はたらく細胞」（2018）
- 「ゴールデンカムイ」（2018）
- 「ゴブリンスレイヤー」（2018）
- 「ジョジョの奇妙な冒険 黄金の風」（2018 - 2019）
- 「PSYCHO-PASS サイコパス 3」（2019）
- 「Levius -レビウス-」（2019）
- 「富豪刑事 Balance:UNLIMITED」（2020）
- 「はたらく細胞BLACK」（2021）
- 「2.43 清陰高校男子バレー部」（2021）
- 「セスタス」（2021）
- 「バイオハザード: インフィニット ダークネス」（2021）
- 「王様ランキング」（2021）
- 「終末のハーレム」（2022）
- 「ジョジョの奇妙な冒険 ストーンオーシャン」（2022-2023）
- 「もういっぽん!」（2023）
- 「PLUTO」（2023）
- 「SAND LAND: THE SERIES」(2024-2025)
- 「シンカリオン チェンジ ザ ワールド」(2024)
- 「ザ・ファブル」(2024)
- 「最凶の支援職【話術士】である俺は世界最強クランを従える」(2024)
- 「ニンジャバットマン対ヤクザリーグ」(2025)
- 「神椿市建設中。」(2025)

### 映画サウンドトラック
- 「SP 野望篇」（2010）
- 「アンダルシア 女神の報復」（2011）
- 「図書館戦争 革命のつばさ」（2012）
- 「真夏の方程式」（2013）
- 「昼顔〜平日午後3時の恋人たち〜」（2017）
- 「BLAME!」（2017）
- 「3月のライオン」（2017）
- 「ニンジャバットマン」（2018）
- 「イマジネーションゲーム」（2018）
- 「累-かさね-」（2018）
- 「カイジ ファイナルゲーム」（2020）
- 「太陽は動かない」（2021）
- 「ブレイブ -群青戦記-」（2021）
- 「地獄の花園」（2021）
- 「バスカヴィル家の犬　シャーロック劇場版」（2022）
- 「名探偵コナン ハロウィンの花嫁」（2022）
- 「沈黙のパレード」（2022）
- 「カラダ探し」（2022）
- 「名探偵コナン 黒鉄の魚影（サブマリン）」（2023）
- 「PSYCHO-PASS サイコパス PROVIDENCE」（2023）
- 「SAND LAND」（2023）
- 「DAUGHTER」(2023)
- 「名探偵コナン 100万ドルの五稜星」(2024)
- 「ACMA:GAME 最後の鍵」(2024)
- 「名探偵コナン 隻眼の残像」(2025)
- 「私の卒業 -第６期- 80年後のあなたへ」(2025)
- 「かくかくしかじか」(2025)

### その他
- 石丸幹二　2nd Album：Love Songs「再会」
- 嶋大輔　Album：夜露死苦 戦極襲「男の勲章（Rap Version）」
- Charisma.com　2nd mini Album：愛泥C「ベルサッサ」
- 堀江由衣　白猫プロジェクト 挿入歌「やさしき闇の詩」
- ハセガワダイスケ
  - 『Gのレコンギスタ』 ED「Gの閃光」
  - 『ジョジョの奇妙な冒険 黄金の風』 OP「裏切り者のレクイエム」
- 青木カレン・ハセガワダイスケ
  - 『ジョジョの奇妙な冒険～ダイヤモンドは砕けない～』OP3「Great Days」
- TVアニメ
  - 『少年ハリウッド』　キャラクターソング「仁義Green」
  - 『ご注文はうさぎですか？』
    - キャラクターソング「きらきら印を見つけたら」
    - キャラクターソング「てくてくマーチングマーチ」

  - 『新米魔王の契約者』　ED「Temperature」
  - 『岸辺露伴は動かない』
    - OP「岸辺露伴は動かないのテーマ」
    - ED「FINDING THE TRUTH」

  - 『はたらく細胞』
    - OP「ミッション!健・康・第・イチ」・C/W「先生あのね」
    - OP「GO!GO!細胞フェスタ」・C/W曲「ばんばん!ばばーん!」
- 板野友美　映画『イマジネーションゲーム』主題歌「イマジネーションゲーム」

## 楽曲提供作品(作曲・編曲)
TVアニメ「おねがいマイメロディ きららっ☆」
- キャラクターソング「ずっと友達」[4]

TVアニメ「ゲゲゲの鬼太郎」（第5期）
- キャラクターソング
  - 「おいどん てんがらもん」[4]
  - 「かぞくがいちばん」[4]

### 編曲
- 嶋大輔	Album：夜露死苦 戦極襲「ぶっちぎりRock'n Roll」「$百萬BABY」